# اورلاند بارك (إلينوي)
اورلاند بارك (بالإنجليزية: Orland Park)‏ هي قرية تقع في الولايات المتحدة في إلينوي. يقدر عدد سكانها بـ 57,016 نسمة وترتفع عن سطح البحر 209.1 متر.

## أعلام
- شانون ماكدونل
- تشيت أوستروفسكي
- تايلر إنجل
- أماندا ميرفي
- دان فيني
- تيري برودهيرست